# Stowarzyszenie Umarłych Statutów
Stowarzyszenie Umarłych Statutów (SUS, Stowarzyszenie na rzecz Praworządności w Szkołach „Stowarzyszenie Umarłych Statutów”) – organizacja pozarządowa założona w 2020 roku przez studentów i licealistów prowadzących dotąd działalność na rzecz praw ucznia w Internecie, głównie w mediach społecznościowych.

## Historia
Stowarzyszenie Umarłych Statutów nieoficjalnie rozpoczęło działalność od interwencji w Wadowickich szkołach, gdzie istniało podejrzenie łamanie praw pełnoletnich uczniów. Mimo początkowych obaw pierwszego prezesa, Łukasza Korzeniowskiego, stowarzyszenie zostało oficjalnie wpisane do Rejestru Stowarzyszeń 24 lutego 2020 roku. 
2021 rok okazał się przełomowy dla Stowarzyszenia Umarłych Statutów, które w listopadzie tego roku realizowało projekt Prowadzenie działalności interwencyjnej, edukacyjnej i doradztwa z zakresu praw uczniów w okresie, w ramach programu Aktywni Obywatele – Fundusz Regionalny. Projekt finansowała Islandia, Liechtenstein oraz Norwegia z Funduszy EOG, dzięki czemu otrzymano grant w wysokości 27 761,45 euro.

## Działalność
Stowarzyszenie jest organizacją strażniczą, nadzoruje przestrzeganie prawa w szkołach i podejmuje w tym zakresie konieczne interwencje. Organizacja prowadzi również kampanie edukacyjno-informacyjne o prawach ucznia i włącza się w debatę na temat polityki oświatowej w kraju. Jest współorganizatorem kampanii Wolna Szkoła oraz działa w ramach grupy Sieć Organizacji Społecznych S.O.S. dla Edukacji.
Stowarzyszenie wspierało uczniów w czasie protestów organizowanych w 2020 roku w ramach Strajku Kobiet, a także w okresie nauki zdalnej wprowadzonej w związku z pandemią COVID-19, nagłaśniając przypadki naruszania prawa i wskazując na pojawiające się nieprawidłowości w trakcie nauczania na odległość. W 2021, 2022 oraz 2023 roku (stan na 14.11.2024) Stowarzyszenie przeprowadzało konkurs „Statutowy Absurd Roku”, który wzbudził zainteresowanie społeczne i był szeroko komentowany w mediach.
Stowarzyszenie regularnie publikuje poradniki z zakresu prawa oświatowego, a w 2021 r. wydało publikację „Statut nieumarły. Wzór statutu szkoły z komentarzem”.
Stowarzyszenie patronowało zorganizowanemu w Senacie RP forum dla edukacji „Przyszłość szkoły. Szkoła przyszłości”, było partnerem merytorycznym I edycji Kongresu „Zmiana edukacji”, gościło na zorganizowanej przez Centrum Nauki Kopernik konferencji „Pokazać-Przekazać 2020” oraz na zorganizowanym przez Konferencję INGOs (działającą przy Radzie Europy) webinarium na temat zmian w polskim systemie oświaty. Członkowie Stowarzyszenia często występują jako komentatorzy bieżących wydarzeń z zakresu oświaty i edukacji.
SUS prowadzi również stronę oraz grupę w popularnym serwisie internetowym Facebook, gdzie uczniowie, rodzice oraz nauczyciele mogą anonimowo zadawać pytania, na które odpowiadają specjaliści należący do stowarzyszenia oraz inni członkowie grupy. Poza tym, stowarzyszenie pomaga uczniom oraz rodzicom w przeprowadzaniu interwencji w placówkach oświatowych, w których łamane są prawa ucznia.